# ピロイティオス
ピロイティオス（古希: Φιλοίτιος, Philoitios, 羅: Philoetius）は、ギリシア神話の人物で、イタケー王オデュッセウスに仕える牛飼いである。
ホメーロスの叙事詩『オデュッセイアー』によると、幼い頃にオデュッセウスに牛の世話を命じられて以来忠実に牛の世話をしたが、ペーネロペーの求婚者たちがオデュッセウスの館に集まるようになると、彼らの食事のためにオデュッセウスの牛を連れてこなければならなかった。ピロイティオスは乞食に変装したオデュッセウスを見て主のために涙し、主人が帰って来て求婚者たちを討ってくれないものかともらした。そしてオデュッセウスがピロイティオスの望みは必ずかなうと告げると、ピロイティオスと豚飼いのエウマイオスはもしオデュッセウスが帰国したら主人のために尽力すると神に誓った。求婚者たちが花婿を決める弓競技を始めると、ピロイティオスはエウマイオスとともに館を出たが、後からオデュッセウスがやって来て、もし主人が帰って来たら主人の味方をするか、それとも求婚者の味方をするか問われ、ピロイティオスとエウマイオスが変わらぬ忠誠を示すと、オデュッセウスはぼろをまくって足の傷を見せ、自分の正体を明かした。ピロイティオスとエウマイオスは泣いて喜び、エウマイオスが弓をオデュッセウスのもとに運んでくると、ピロイティオスは中庭の門を固く閉じた。そしてオデュッセウス、テーレマコスに味方して求婚者たちと戦い、求婚者たちに協力したメランティオスをエウマイオスとともに縛り上げ、ペイサンドロス、クテーシッポスを討った。その後、テーレマコス、エウマイオスとともに求婚者たちと通じた下女たちやメランティオスを殺した。